# Синявино (Ленінградська область)
Синявино (рос. Синявино) — міське селище у Кіровському районі Ленінградської області Російської Федерації.
Населення становить 3982 особи. Належить до муніципального утворення Синявинське міське поселення.

## Географія
Населений пункт розташований на східній околиці міста Санкт-Петербурга.

## Історія
Згідно із законом від 29 листопада 2004 року № 100-оз належить до муніципального утворення Синявинське міське поселення.

## Населення
| 1939  | 1959  | 1970  | 1979  | 1989  | 2002  | 2006  |
| ----- | ----- | ----- | ----- | ----- | ----- | ----- |
| 8412  | ↘1847 | ↘664  | ↗1665 | ↗1949 | ↗3611 | ↗3800 |
| 2009  | 2010  | 2011  | 2012  | 2013  | 2014  | 2015  |
| ↗3824 | ↘3784 | ↗3787 | ↗3832 | ↗3986 | ↘3984 | ↗4025 |
| 2016  | 2017  | 2018  | 2019  | 2020  |       |       |
| ↘3991 | ↗4062 | ↗4304 | ↘4187 | ↘3982 |       |       |

## Персоналії
- Морозов Юрій Андрійович (1934—2005) — радянський футболіст і російський футбольний тренер.